# C/1865 B1 (Großer Südkomet)
C/1865 B1 (Großer Südkomet) ist ein Komet, der im Jahr 1865 nur in der Südhemisphäre mit dem bloßen Auge gesehen werden konnte. Er wird aufgrund seiner Helligkeit zu den „Großen Kometen“ gezählt.

## Entdeckung und Beobachtung
Francis Abbott, ein Amateurastronom aus Hobart, Tasmanien, entdeckte diesen Kometen am Abend des 17. Januar 1865 (Ortszeit) tief am südwestlichen Horizont zwischen Wolken. Der Schweif hatte zu dieser Zeit bereits eine Länge von 10 bis 12°. In den folgenden Nächten gab es weitere unabhängige Entdeckungen des Kometen in Chile, Australien, Südafrika und Brasilien.
Der Komet hatte sich für Beobachter auf der Erde unbemerkt von hinter der Sonne genähert und gerade wenige Tage zuvor sein Perihel und seine größte Annäherung an die Erde durchlaufen, als er entdeckt wurde. Er konnte zunächst noch bis Ende Januar mit dem bloßen Auge beobachtet werden. Robert Ellery in Australien beschrieb ihn aber als „nicht annähernd so hell“ wie C/1858 L1 (Donati). Die einzige weitere Schätzung der Helligkeit erfolgte am 26. Januar mit 3 mag. Die größte Länge des geraden, schmalen und konischen Schweifs wurde mit 25° am 21. Januar berichtet, gegen Ende des Monats waren es noch etwa 17°.
Erst im weiteren Verlauf des Februars konnte der Komet wieder mit bloßem Auge beobachtet werden. Anfang März war der Schweif kaum noch ½° lang und Beobachtungen gelangen bald nur noch mit Teleskopen. Nur William Mann am Kap der Guten Hoffnung konnte den Kometen noch teleskopisch im April und bis zum 2. Mai verfolgen.
Der Komet erreichte am 24. Januar eine Helligkeit von 1 mag.

## Wissenschaftliche Auswertung
Erste Berechnungen einer parabolischen Umlaufbahn des Kometen erfolgten bereits kurz nach seiner Erscheinung. Felix Körber berechnete 1887 mit den Methoden seiner Zeit ebenfalls eine parabolische Bahn. In jüngerer Zeit wurden durch Richard L. Branham, Jr. unter Verwendung von 367 Beobachtungsdaten und unter Berücksichtigung der Störeinflüsse aller Planeten und weiterer moderner mathematischer Verfahren neue und verbesserte Bahnelemente einer hyperbolischen Bahn für den Kometen berechnet.

## Umlaufbahn
Für den Kometen konnte aus 198 Beobachtungen über einen Zeitraum von 102 Tagen durch Körber nur eine unsichere parabolische Umlaufbahn bestimmt werden, die um rund 92° gegen die Ekliptik geneigt ist. Seine Bahn steht damit fast senkrecht zu den Bahnebenen der Planeten, er durchläuft seine Bahn gegenläufig (retrograd) zu ihnen. Im sonnennächsten Punkt der Bahn (Perihel), den der Komet am 14. Januar 1865 durchlaufen hat, befand er sich mit etwa 3,86 Mio. km Sonnenabstand nur 4 ½ Sonnenradien über deren Oberfläche. Am selben Tag fand auch die größte Annäherung an den Merkur bis auf etwa 50,5 Mio. km statt. Bereits einen Tag später am 15. Januar erreichte der Komet mit etwa 141,2 Mio. km (0,94 AE) die größte Nähe zur Erde und ging am 16. Januar noch in 99,7 Mio. km Abstand an der Venus vorbei.
Nach den Bahnelementen von Branham und ohne Berücksichtigung nicht-gravitativer Kräfte auf den Kometen hatte seine Bahn einige Zeit vor seiner Passage des inneren Sonnensystems bereits eine Exzentrizität von etwa 1,000024. Obwohl relativ nahe Vorbeigänge im Oktober 1864 am Jupiter in etwa 4 ½ AE und am Saturn in etwa 9 ⅓ AE, sowie ein weiteres Mal im Februar 1865 am Jupiter in etwa 5 ⅓ AE Distanz stattfanden, blieb seine Bahnexzentrizität unverändert. Da die Berechnung der Bahnelemente aber ausschließlich auf Beobachtungen des Kometen nach seinem Periheldurchgang beruht, sind Angaben zu seiner ursprünglichen Bahn nur eingeschränkt aussagekräftig und er könnte auch auf einer elliptischen Bahn als „dynamisch neuer“ Komet aus der Oortschen Wolke gekommen sein, wie auch Branham einräumt. Da seine Bahn nach dem Periheldurchgang definitiv hyperbolisch ist, wird er wahrscheinlich das Sonnensystem verlassen.